# Alaska-Halbinsel
Die Alaska-Halbinsel (englisch Alaska Peninsula) ist als Teil des Festlands von Alaska (USA) eine langgestreckte Halbinsel, an deren westlicher Verlängerung sich die Aleuten anschließen.
Zwischen der Bristol Bay, einem Teil des Beringmeers, im Norden und dem eigentlichen Nord-Pazifik im Süden erstreckt sie sich auf etwa 800 km Länge in Richtung Westen, wobei auf der gesamten Länge der Alaska-Halbinsel – wie auf der Aleutenkette – zahlreiche Vulkane das Landschaftsbild bestimmen. Der Halbinsel sind hunderte kleine Inseln und Eilande vorgelagert.
Auf der Halbinsel befinden sich der Katmai National Park and Preserve, das Aniakchak National Monument and Preserve, das Becharof National Wildlife Refuge, das Alaska Peninsula National Wildlife Refuge und das Izembek National Wildlife Refuge.